# 彌彥線
彌彥線（日语：／ Yahiko sen */?）是一條連結新潟縣西蒲原郡彌彥村的彌彥站至三條市的東三條站，屬於東日本旅客鐵道（JR東日本）的鐵路線（地方交通線）。

## 概要
彌彥線是由建設越後線的私鐵業者越後鐵道所興建，當時做為參拜彌彥神社的公共交通之用，彌彥站至西吉田站（今 吉田站）路段於1916年通車。與信越本線與越後線銜接的西吉田站至一之木戶站（今 東三条站）路段從1922年至1925年陸續通車。1927年延伸到越後長澤站完工通車，原本計劃再延伸到福島縣只見町的路段，因彌彥線於同年10月1日被收歸國有而告吹。
1984年4月8日，彌彥站至東三条站路段完成1500伏特直流電氣化，由於當時日本國鐵財務困窘，為降低施工費，因此彌彥站至燕三条站路段（不包括吉田站前後路段）的架空電車線採用只有導線、沒有承力線的簡單懸掛式，燕三条站至東三条站路段則以一般的鏈形懸吊施工。
未電氣化的東三条站至越後長澤站路段於1985年4月1日起停駛廢線，由越後交通的公車取代。
全線根據旅客營業規則列入大都市近郊區間的「新潟近郊區間」，與IC乘車卡「Suica」的新潟地域內。

## 路線資料
- 管轄（事業類別）：東日本旅客鐵道（第一種鐵道事業）
- 路段（營業距離）：東三條站－彌彥站 17.4公里（基本計劃上的表示。軌道名稱上的起終點逆轉）
- 軌距：1,067毫米
- 站數：8個（包括起終點站）
  - 若只限屬於彌彥線的車站，排除東三條站（屬於信越本線[1]）與吉田站（屬於越後線[1]）則為6個。
- 複線路段：沒有（全線單線）
- 電氣化路段：全線（直流電1,500 V）
- 閉塞方式
  - 彌彥站－吉田站間：特殊自動閉塞式（軌道回路檢知式） ※2005年12月9日為止是Staff閉塞式
  - 吉田站－東三條站間：自動閉塞式（特殊）
- 運轉指令所（日语：運転指令所）：新潟綜合指令室（CTC）
- 最高速度：85公里/小時

全線由新潟支社的管轄，路線顏色是紫紺色。

## 車站列表
所有車站都位於新潟縣內（廢除路段也一樣）。
- 所有列車普通列車（停靠所有車站）。
- 軌道（全線單線） … ◇：可列車交會，｜：不可列車交會

| 中文站名 | 日文站名 | 英文站名 | 站間營業距離 | 累計營業距離 | 接續路線                              | 軌道 | 所在地          |
| -------- | -------- | -------- | ------------ | ------------ | ------------------------------------- | ---- | --------------- |
| 彌彥     |          |          | -            | 0.0          |                                       | ｜   | 西蒲原郡 彌彥村 |
| 矢作     |          |          | 2.3          | 2.3          |                                       | ｜   | 西蒲原郡 彌彥村 |
| 吉田     |          |          | 2.6          | 4.9          | 東日本旅客鐵道：■越後線（有直通運行） | ◇    | 燕市            |
| 西燕     |          |          | 3.1          | 8.0          |                                       | ｜   | 燕市            |
| 燕       |          |          | 2.3          | 10.3         |                                       | ◇    | 燕市            |
| 燕三條   |          |          | 2.6          | 12.9         | 東日本旅客鐵道：上越新幹線            | ｜   | 燕市            |
| 燕三條   | 三條市   |          | 2.6          | 12.9         | 東日本旅客鐵道：上越新幹線            | ｜   |                 |
| 北三條   |          |          | 2.5          | 15.4         |                                       | ｜   |                 |
| 東三條   |          |          | 2.0          | 17.4         | 東日本旅客鐵道：■信越本線             | ｜   |                 |

### 廢除路段
公司名、所在地的自治體名以廢線時為準。
| 中文站名 | 日文站名 | 英文站名 | 站間營業距離 | 彌彥起計的 營業距離 | 接續路線               | 所在地           |
| -------- | -------- | -------- | ------------ | ------------------- | ---------------------- | ---------------- |
| 東三條   |          |          | -            | 17.4                | 日本國有鐵道：信越本線 | 三條市           |
| 越後大崎 |          |          | 2.0          | 19.4                |                        | 三條市           |
| 大浦     |          |          | 3.0          | 22.4                |                        | 南蒲原郡 下田村* |
| 越後長澤 |          |          | 2.9          | 25.3                |                        | 南蒲原郡 下田村* |

- *：現在因市町村合併屬於三條市。

### 過去的接續路線
- 燕站：新潟交通電車線（日语：新潟交通電車線） … 1993年8月1日月潟站（日语：月潟駅）－燕站間廢除，1999年4月5日全線廢除